# Friuli-Venezia Giulia

Tidigare provinsindelning i Friuli-Venezia Giulia.

Friuli-Venezia Giulia (friuliska: Friûl-Vignesie Julie, slovenska: Furlanija-Julijska krajina, tyska: Friaul-Julisch Venetien, svenska: Friulien och Juliska Venetien) är en autonom region i nordöstra Italien vid Adriatiska havet. Huvudort och största stad är Trieste.
Regionen hade cirka 1,20 miljoner invånare (2022), på en yta av 7 932 km². Friuli-Venezia Giulia består av 215 kommuner som ingår i 18 kommunförbund (Unioni Territoriali Intercomunali). Regionen var delad i fyra provinser Gorizia, Pordenone och Trieste som upphörde 2017 och Udine som upphörde 2018.
Udine tillföll Italien i Pragfreden 1866 när Kejsardömet Österrike förlorade Kungariket Lombardiet-Venetien. Udine är historiskt en del av Friulien. Gorizia, Gradisca och Trieste blev en del av Italien 1918 när Österrikiska kustlandet annekterades. Den senare delen kallas även Juliska Venetien, ett namn som härstammar från slutet av 1800-talet och baseras på bergskedjan Juliska alperna och indirekt Julius Caesar.  Friulien och Juliska Venetien är en av tre provinser som ingår i Le tre Venezie. Efter andra världskriget delades Fria territoriet Trieste 1954 mellan Italien och Jugoslavien, nu Slovenien och Kroatien.
Friuli-Venezia Giulia ligger litet avsides från de vanliga turiststråken. De besökare som hittat vägen till den alpina gränsregionen mot Slovenien (Juliska alperna) kommer på grund av den oförstörda naturen och för det goda köket och de berömda vinerna.